# Klucza
Klucza – nieoficjalny przysiółek wsi Swornegacie w Polsce położona w województwie pomorskim, w powiecie chojnickim, w gminie Chojnice.
Miejscowość jest położona na obszarze Zaborskiego Parku Krajobrazowego nad zakolem rzeki Chociny.
Miejscowość jest częścią sołectwa Swornegacie.
W latach 1975–1998 miejscowość administracyjnie należała do województwa bydgoskiego.